# Dusona obesa
Dusona obesa là một loài tò vò trong họ Ichneumonidae.